# Smedjevik (naturreservat)
Smedjevik är ett naturreservat i Madesjö socken i Nybro kommun i Kalmar län.
Området är naturskyddat sedan 2006 och är 488 hektar stort. Reservatet består av Stensjön med kringliggande skogsmarker och stora öppna kärr. 